# Colle (Calci)
Colle (indicato come Il Colle-Villa nello statuto comunale) è una frazione del comune italiano di Calci, nella provincia di Pisa, in Toscana.

## Geografia fisica
Il Colle, insieme all'adiacente borgata di Villa, è situato in collina, sulle propaggini meridionali del Monte Faeta (830 m), in un'area di interesse naturalistico indicata come area naturale protetta di interesse locale del Lato. La frazione è posta sulla riva destra del torrente Zambra di Calci (5 km) e il suo territorio è interessato da una serie di corsi d'acqua che si immettono in esso: il Vallino di Villa (1 km) e il Vallino delle Valli (1 km). 
La frazione è composta dal centro principale del Colle propriamente detto, e dalla borgata di Villa, posta in posizione dominante sulla collina, e vertono con l'area urbana di Calci in semi-continuità con essa. Confina a nord con Castelmaggiore, ad est con Pontegrande-Sant'Andrea, a sud con il capoluogo comunale di Calci (La Pieve) e ad ovest con il Monte Pisano. La frazione inoltre dista 1 km dal capoluogo comunale e circa 11 km da Pisa.

## Storia
Il borgo è sorto in epoca medievale, a partire dal XIII secolo, come una delle borgate dipendenti da Calci. Il Repetti ipotizzava che questa località potesse corrispondere a quel «Colle Baronci» che è nominato nelle carte pisane antiche.
Nel 1833 la frazione contava 334 abitanti.

## Monumenti e luoghi d'interesse

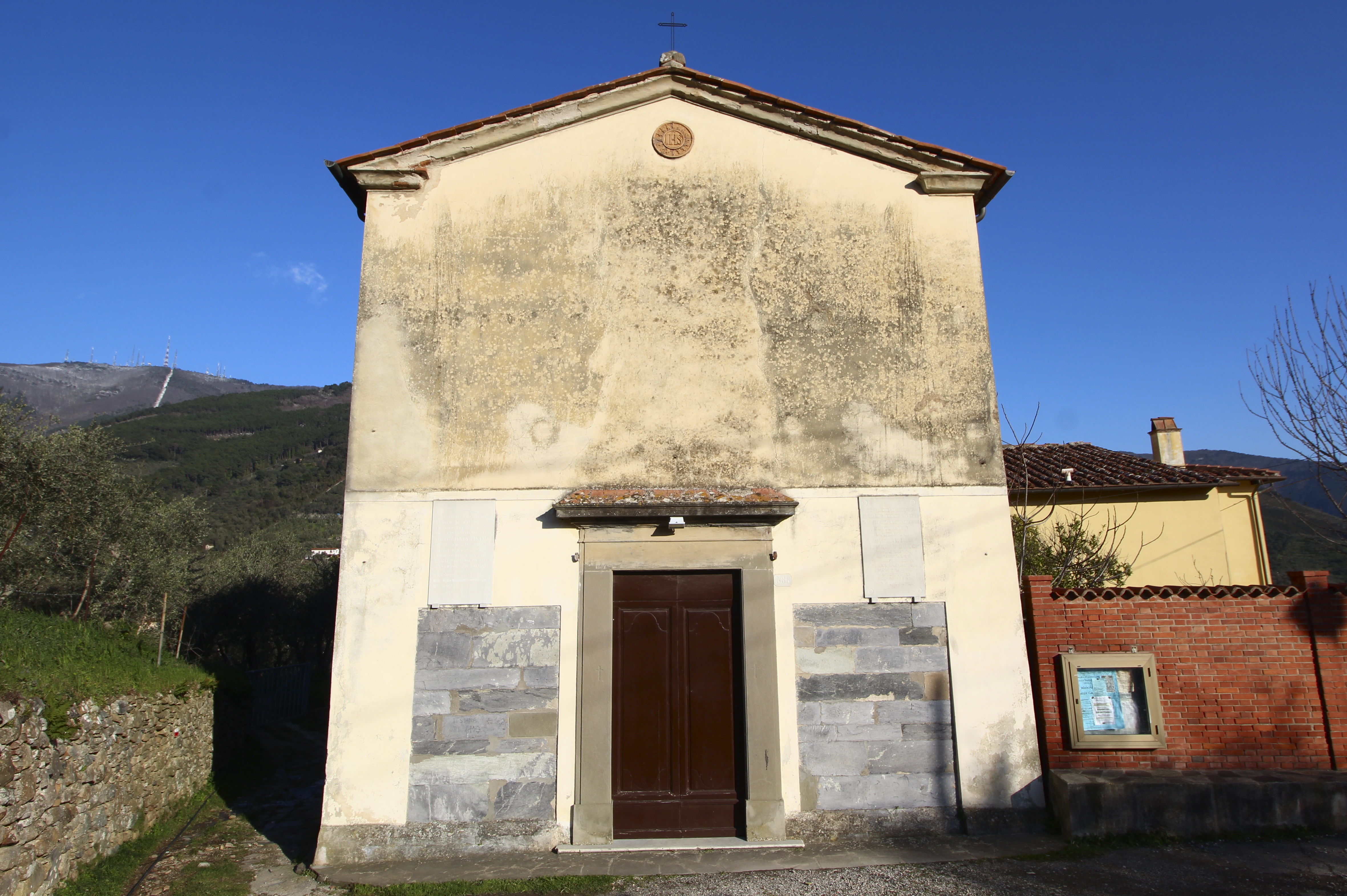
La chiesa di San Salvatore

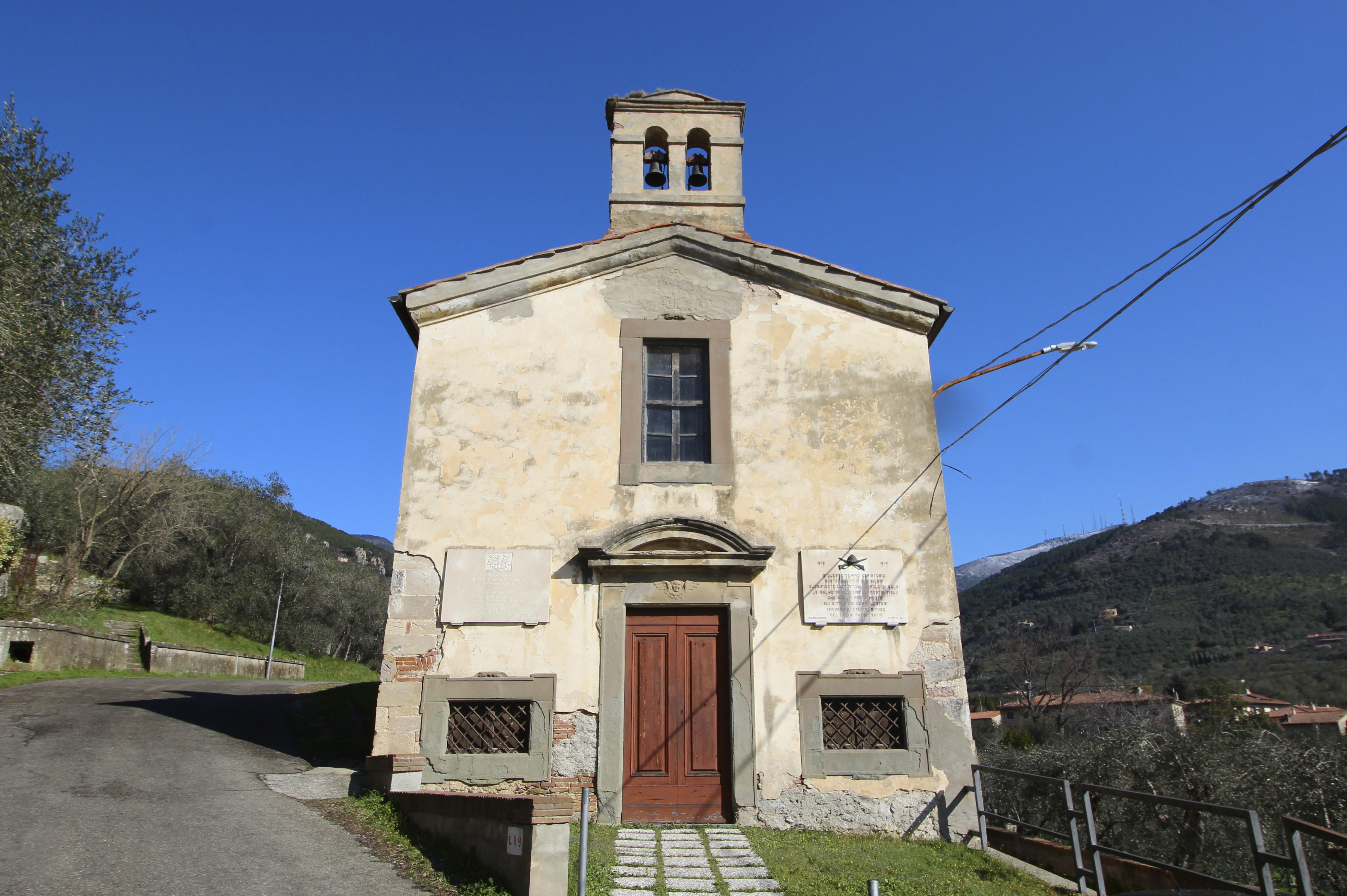
L'oratorio di San Rocco

- Chiesa di San Salvatore, chiesa parrocchiale della frazione,[8] si tratta di una delle sedici chiese dipendenti dalla pieve dei Santi Giovanni ed Ermolao in epoca medievale.[7] La chiesa è attestata per la prima volta in un registro del 1292.[9] Prima di essa esisteva qui la chiesa di San Nicola,[9] che la chiesa di San Salvatore andò a sostituire in seguito ad un incremento demografico del Colle.[9]

- Oratorio di San Rocco,[10] piccola cappella ottocentesca situata all'ingresso del paese sulla riva destra dello Zambra.